# Adrian Hasler
Adrian Hasler (n. Vaduz, Liechtenstein, 11 de febrero de 1964) es un político y economista liechtensteiniano.
Miembro del Partido Cívico Progresista de Liechtenstein, desde 2001 ha sido miembro del Landtag de Liechtenstein, desde 2004 fue el jefe de la Policía Nacional Liechtensteiniana hasta el 27 de marzo de 2013 cuando pasó a ser el nuevo primer ministro de Liechtenstein, ejerciendo como tal hasta 2021.

## Biografía
Nacido en la capital de Liechtenstein, Vaduz, en 1964, vivió en Triesen. Tiene dos hermanos. Cursó sus estudios primarios y secundarios en la escuela privada Liechtenstein Gymnasium School hasta 1984 que se trasladó a Suiza para estudiar en la Universidad de San Galo en la ciudad de San Galo, donde se licenció en 1991, en economía especializándose en las ramas de finanzas, contabilidad y economía de la empresa.
Posteriormente un año más tarde en 1992, comenzó a trabajar como Director de Control en una empresa cinematográfica, llamada Geschäftsbereich Thin Films y situada en el municipio de Balzers, hasta 1996 que pasó a ser director financiero y director adjunto del banco Verwaltungs- und Privat-Bank AG de la ciudad de Vaduz, hasta 2004.

### Carrera política
En 2001 Adrian Hasler, comenzó su carrera política siendo elegido como diputado por el Partido Cívico Progresista (FBP) en el Landtag de Liechtenstein (Parlamento Nacional), donde permaneció como miembro del Comité parlamentario de finanzas.
El 31 de marzo de 2004 renunció a su escaño como diputado en el parlamento nacional, siendo sucedido por Marco Ospelt, debido a su nuevo nombramiento como jefe de la Policía Nacional de Liechtenstein (Landespolizei), donde sucedió en la jefatura al político Martin Mayer.

## Primer ministro

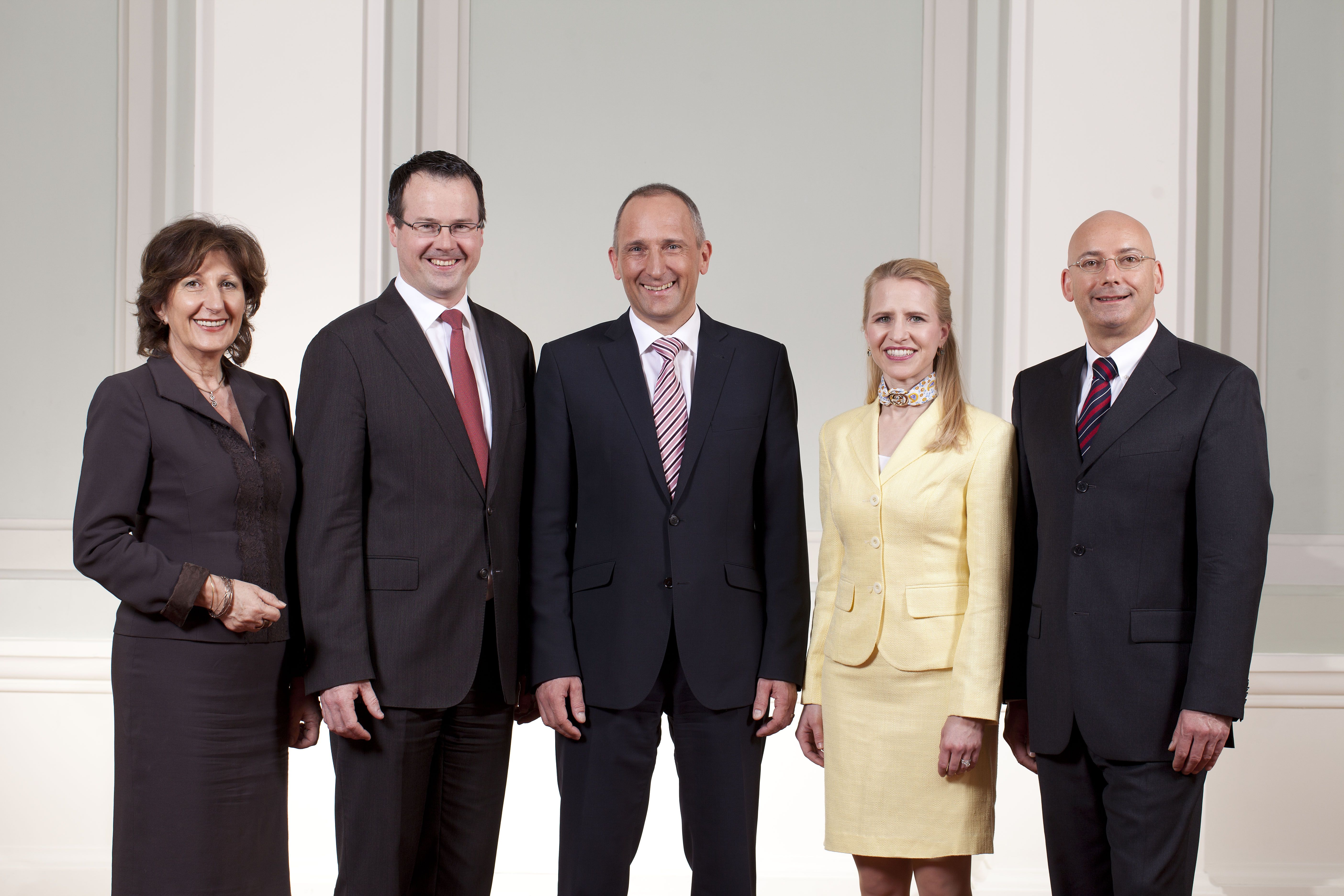
Adrian Hasler, junto a su equipo de gobierno.

Durante el mes de agosto de 2012 fue elegido como principal candidato del Partido Cívico Progresista (FBP) para las Elecciones parlamentarias de Liechtenstein de 2013 celebradas entre los días 1 y 3 de febrero de 2013, donde Adrian Hasler consiguió ganar las elecciones obteniendo un total de 77 653 votos y un porcentaje del 40 % consiguiendo así 10 escaños en el Landtag de Liechtenstein y Hasler fue sucedido en la jefatura de la policía nacional por Julius Hoch, debido a que pasó a ser el día 27 de marzo del mismo año, nombrado como nuevo primer ministro de Liechtenstein, sucediendo al anterior Klaus Tschütscher y entrando también a formar parte del gobierno del país junto al Príncipe Juan Adán II de Liechtenstein y al Regente Luis de Liechtenstein.

## Vida personal
Adrian Hasler contrajo matrimonio el 28 de mayo de 2003 con Gudrun Elkuch (nacida el 5 de septiembre de 1973), que pasó a llamarse Gudrun Hasler-Elkuch, con la que ha tenido dos hijos llamados Pascal y Luis.